# Lupara rossa
Lupara rossa ist die italienische Bezeichnung für die offene Ermordung von Kontrahenten, es ist der Gegensatz zu Lupara bianca.

## Etymologie
Die Lupara ist die Bezeichnung für ein sizilianisches Jagdgewehr. Es handelt sich dabei um eine abgesägte Schrotflinte, die ursprünglich der Wolfsjagd diente, mit der aber auch Gegner ermordet wurden. Das Wort rossa bedeutet „rot“, hier als Farbe von Blutspuren.

## Spektakuläre Beispiele
- Angelo Genna: Eine besondere Variante einer „Lupara rossa“ stellt das sogenannte Drive-by-Shooting dar, bei dem aus einem fahrenden Auto Schüsse auf das Opfer abgegeben werden. Einer der frühsten und spektakulärsten Vorfälle fand am 25. Mai 1925 statt, als Angelo Genna Ziel eines solchen Attentats wurde. Genna, ebenfalls in einem Auto unterwegs, erwiderte das Feuer auf die Attentäter und nur die Kollision mit einer Straßenlaterne wurde ihm zum Verhängnis, da er dort dem weiteren Kugelhagel hilflos ausgeliefert war.[1]
- Francesco Scalice: Die Ermordung des Oberhaupts der Gambino-Familie am 17. Juni 1957 vor einem Obststand in der 2380 Arthur Avenue in New York City war Vorbild für eine Szene im US-amerikanischen Film Der Pate von 1972, in der Don Vito niedergeschossen wird.
- Carmine Galante: Am 12. Juli 1979 wurde das damalige Oberhaupt der Bonanno-Familie Carmine „The Cigar“ Galante zusammen mit seinem Leibwächter Leonard Coppola und seinem Cousin Giuseppe Turano in dem Brooklyner Restaurant „Joe and Mary“ erschossen, während er gerade sein Mittagessen einnahm. Die Täter schossen Galante aus kurzer Distanz in den Kopf und in die Brust. Er starb mit einer Zigarre im Mundwinkel.
- Paul Castellano: Am 16. Dezember 1985 wurde Castellano zusammen mit seinem neuen Underboss Thomas Bilotti vor dem Sparks Steak House in Manhattan, wo er sich vermutlich mit John Gotti zu einer Aussprache treffen wollte, in dessen Auftrag von vier Männern erschossen.